# HMS E16
Pour les articles homonymes, voir E16.
Le HMS E16 est un sous-marin britannique de classe E construit pour la Royal Navy par Vickers à Barrow-in-Furness. Sa quille fut posée le 15 mai 1913 et il fut mis en service le 27 février 1915. Sa coque coûta 105 700 livres sterling. Le 15 septembre 1915, le E16 devint la première unité de classe E à couler un U-boot, le U-6, qui fut coulé à 4 milles marins (6,4 km) au sud-ouest de l’île Karmøy au large de Stavanger, en Norvège. Le E16 a été coulé par une mine dans la baie de Heligoland le 22 août 1916. Il n’y a eu aucun survivant.

## Conception
Comme tous les sous-marins de la classe E postérieurs au E8, le E16 avait un déplacement de 662 tonnes en surface et de 807 tonnes en immersion. Il avait une longueur totale de 55 m et un maître-bau de 6,92 m. Il était propulsé par deux moteurs Diesel Vickers huit cylindres à deux temps de 800 chevaux (600 kW) et moteurs électriques deux moteurs électriques de 420 chevaux (310 kW),. 
Le sous-marin avait une vitesse maximale de 16 nœuds (30 km/h) en surface et de 10 nœuds (19 km/h) en immersion. Les sous-marins britanniques de la classe E avaient une capacité en carburant de 50 tonnes de gazole, et une autonomie de 2 829 milles marins (5 238 km) lorsqu’ils faisaient route à 10 nœuds (19 km/h). Ils pouvaient naviguer sous l’eau pendant cinq heures en se déplaçant à 5 nœuds (9,3 km/h).
Comme pour la plupart des premiers bateaux de la classe E, le E16 n’était pas équipé d’un canon de pont pendant sa construction, mais il se peut qu’il en ait été équipé plus tard, à l’avant du kiosque. Il avait cinq tubes lance-torpilles de 18 pouces (457 mm), deux à l’avant, un de chaque côté à mi-longueur du navire et un à l’arrière. Au total, 10 torpilles étaient emportées à bord.
Les sous-marins de la classe E avaient la télégraphie sans fil d’une puissance nominale de 1 kilowatt. Sur certains sous-marins, ces systèmes ont par la suite été mis à niveau à 3 kilowatts en retirant un tube lance-torpilles du milieu du navire. Leur profondeur maximale de plongée théorique était de 100 pieds (30 mètres). Cependant, en service, certaines unités ont atteint des profondeurs supérieures à 200 pieds (61 mètres). Certains sous-marins contenaient des oscillateurs Fessenden.
Leur équipage était composé de trois officiers et 28 hommes.